# Sady (powiat nowodworski)
Sady – wieś sołecka w Polsce położona w województwie mazowieckim, w powiecie nowodworskim, w gminie Czosnów.
Wieś została założona przez Olendrów w końcu XVIII w. Zasadzono 6 rodzin. Osadnicy zajmowali się uprawą roli i sadownictwem. We wsi kwitła naturalnie hodowla krów, a mieszkańcy słynęli z wyrobu sera. Produkowano także wyroby plecionkarskie.
Mieszkańcy wsi zostali wysiedleni przez Niemców, prawdopodobnie 30 września 1944, w trakcie ewakuacji obywateli niemieckich przed nadciągającym frontem.
Do 19 lipca 1924 wieś Sady nosiła nazwę Markowszczyzna (gmina Cząstków, powiat warszawski). W latach 1975–1998 miejscowość należała administracyjnie do województwa warszawskiego.
W południowo-zachodniej części wsi znajduje się otoczony zabudowaniami zakładów przetwórstwa mięsnego cmentarz mennonicki.